# Klan Menzies
Menzies (gael. Mèinnearach) – szkockie nazwisko i nazwa klanu góralskiego.